# La Vallée des Cobras
La Vallée des Cobras, d'Hergé, est le cinquième et dernier tome de la série de bande dessinée Jo, Zette et Jocko. Cette aventure a été publiée dès le 9 avril 1939 dans le journal Cœurs vaillants sous le titre Jo et Zette au pays du Maharadjah, mais n'a été publiée qu'en 1957 comme album.

## L'histoire

### Résumé

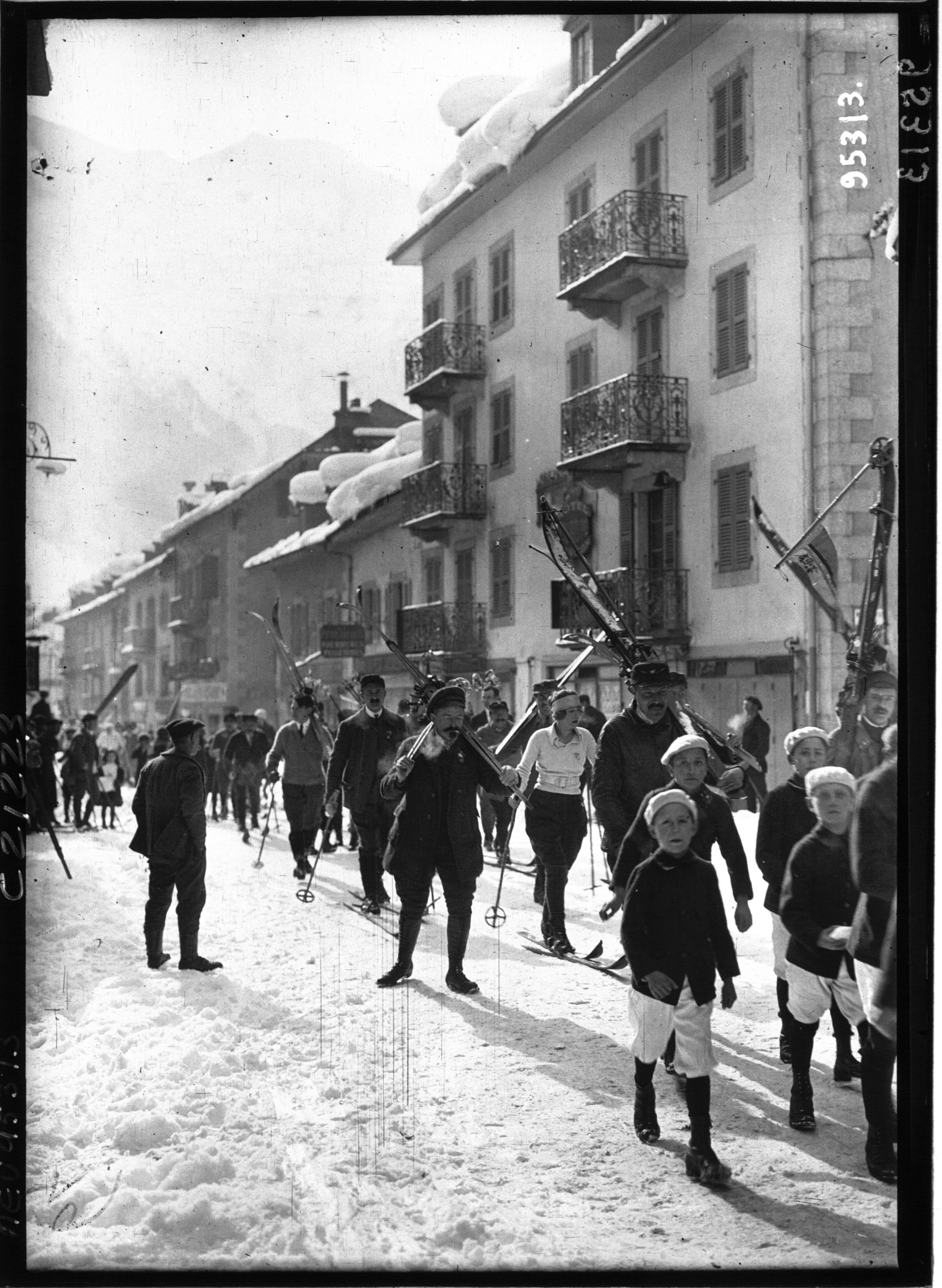
Skieurs à Chamonix, une des premières station de sports d'hiver en France, dans les années 1930.

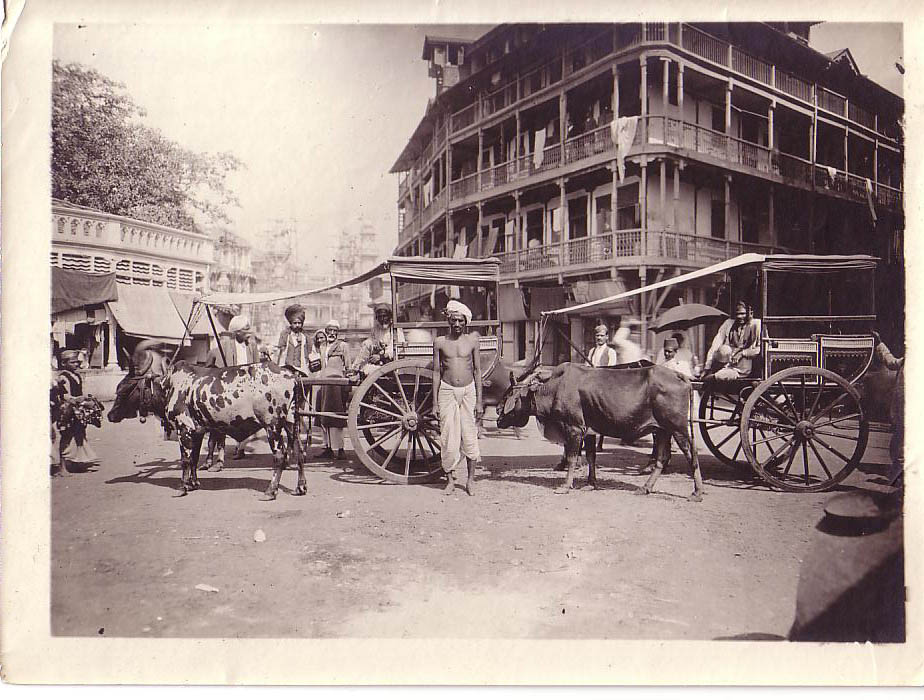
Bombay dans les années 1910.

L'histoire débute à Vargèse, petite station de sports d'hiver de Haute-Savoie. Le maharadjah de Gopal — un petit état indépendant situé dans le nord de l'Inde — y passe ses vacances, accompagné de son conseiller Badalah. Jo, Zette et leur singe Jocko y sont aussi en vacances, installés dans un chalet avec leurs parents, Jacques et Sylvie Legrand.
Le maharadjah est célèbre pour ses crises d'humeur — il brise tout ce qu'il trouve sur son passage, notamment les vases en porcelaine, et charge son conseiller de le remplacer lorsqu'il est fatigué. Jo et Zette vont faire sa connaissance par hasard, après avoir eu l'affront de le dépasser à ski et lui avoir jeté involontairement une boule de neige en plein visage. Furieux, le maharadjah ordonne à son fidèle colosse Moghadir de leur administrer la bastonnade. Mais Jacques Legrand intervient juste à temps et propose à la place au maharadjah de leur lancer des boules de neige et de les dépasser à son tour à ski. Celui-ci proteste et Legrand lui répond : « Vous avez dit œil pour œil, dent pour dent. J'ajoute boule de neige pour boule de neige. C'est la logique même... » Le maharadjah accepte mais après de multiples tentatives, n'arrivant pas à toucher Jo et Zette, il décide de leur faire grâce.
Le maharadjah apprend ensuite que Legrand est ingénieur et lui propose de venir construire dans son pays un pont suspendu qui reliera les deux rives de la rivière des Cobras. Mais certains ne voient pas d'un bon œil la réalisation de ce projet qui permettrait aux caravanes, actuellement obligées de longer la rivière avant de pouvoir la franchir à gué, de gagner plusieurs jours. Ramahyouni, le premier ministre du Gopal, cherche en effet par tous les moyens à nuire à la réputation du maharadjah. Quant au perfide fakir Rabindah, il souhaite continuer à percevoir l'argent qu'il réclame aux caravanes pour passer la rivière à gué. Déterminés à faire échouer la construction du pont à tout prix, les deux complices commettent une série d'attentats manqués contre la famille Legrand.
Ces derniers réussissent à déjouer le complot : l'ingénieur Legrand, informé des projets machiavéliques de Ramahyouni par Hounda, un montagnard abusé par ce dernier, prévient le maharadjah. Alors qu'ils se cachent dans une grotte, Ramahyouni et Rabindah disparaissent à la suite d'une explosion de dynamite provoquée par un mégot de cigarette. Une cérémonie est finalement organisée pour fêter l'inauguration du pont.

### Déroulement chronologique de l'aventure
L'aventure se déroule sur plusieurs mois, dont quatre sont certains ; la durée de la construction du pont, au Gopal, est cependant imprécise.
Les huit premiers jours, au début de l'hiver 1953, dans « la coquette station de Vargèse » sont détaillés avec soin :
- J1 : rencontre des enfants (et incident) avec le maharadjah de Gopal (planches 1 à 13) ;
- J2 : chute dans une crevasse et sauvetage du maharadjah (planches 13 à 16) ;
- J3 : réconciliation et accord entre les Legrand et le maharadjah (planches 16 à 18) ;
- J4 : préparatifs pour le départ vers l'Inde (planche 19) ;
- J6 : début du voyage de Jacques Legrand vers Rankot, prévu pour deux mois (planches 20 et 21) ;
- début du 3e mois : retour du papa à Vargèse (planches 22 à 23) ;
- début du 4e mois : annonce de l'appareillage, de Marseille vers Bombay, du cargo Albatros (planche 23) ;
- courant du 4e mois : traversée vers Bombay, via le canal de Suez (planches 24 à 26) ;
- fin du 4e mois : arrivée à Bombay, et route terrestre vers Simlah (planches 26 à 28) ;
- milieu du 5e mois (dont une semaine sans histoire) : route (par caravane) de Simlah vers Rankot (planches 28 à 33) ;
- milieu du 5e mois : arrivée de la caravane à Rankot (planches 34 à 36) ;
- milieu du 5e mois : reconnaissance de l'endroit du futur chantier (planches 36 à 42) ;
- plusieurs mois plus tard : achèvement du pont, tentative de sabotage déjoué (planches 42 à 49) ;
- quelques jours après : achèvement et inauguration du pont (planches 49 à 52).

La construction d'un pont suspendu, en Inde, au milieu des années 1950, devait requérir au moins six mois. L'aventure totale tient donc en plus d'un an.

### Personnages
- Jo Legrand
- Zette Legrand
- Jocko
- M. et Mme. Legrand
- Maharadjah de Gopal
- Ramahyouni, le premier ministre du Gopal
- Le fakir Rabindah

## Fiche technique
- Type : Bande dessinée
- Scénario : Hergé
- Dessins : Hergé, Jacques Martin, Bob de Moor
- Éditeur : Casterman
- Lieux :  France, Canal de Suez,  Inde, Gopal
- Époque : Années 1940

## Parution
- Cœurs vaillants en 1939, parution inachevée dans l'hebdomadaire (du n° 15 au n° 38) sous le nom Jo et Zette au pays du Maharadjah.
- Le Journal de Tintin, 1953-1954.
- Parution en album, 1957.

Chaque version a ses variations.

### Pré-publication
Le troisième récit inédit des aventures de Jo, Zette et Jocko, Jo et Zette au pays du Maharadjah est pré-publié dans Coeurs Vaillants à partir du numéro 15 du 9 avril 1939 jusqu'au numéro 38 du 17 septembre 1939. Le numéro 39 de la semaine suivante annonce l'arrêt de la publication suite àl'invasion de la Pologne et la mobilisation en Belgique. Ces aventures ne seront pas reprisent dans Cœurs Vaillants après la guerre. L'histoire restera bloquée sur ce passage pendant près de 15 ans, jusqu'au 30 décembre 1953, date de sa reprise dans le numéro 52 du Journal Tintin.

## Paternité de l'ouvrage
Jacques Martin dit avoir dessiné l'essentiel de l'album, d'après quelques crayonnés de Hergé. Cependant, 25 pages de l'aventure avaient déjà été publiées avant guerre, même si Jacques Martin et Bob de Moor ont activement contribué à terminer l'album.